# 現實以下主義
現實以下主義（西班牙語：Infrarrealismo），由20名年轻诗人於1975年在墨西哥市发起的诗歌运动，又譯作「内在写实主义」、「外現實主義」。參與運動的拉美作家，包括羅貝托·博拉紐、馬里奧·聖地亞哥·巴巴斯奎羅、José Vicente Anaya、Rubén Medina和José Rosas Ribeyro等人 。 

## 历史
1973年，智利發生政變，皮諾契特推翻阿葉德，夺取政权，博拉紐因而逃亡。之後，博拉紐在墨西哥市的咖啡館與聖地亞哥·巴巴斯奎羅 見面，开始兩人間长期的友谊，标志着現實以下主義運動的开始。 該运动正式成立于雷夫斯（Bruno Montané Krebs）的家中。 会议有40人参加，由博拉紐领导。

## 外部連結

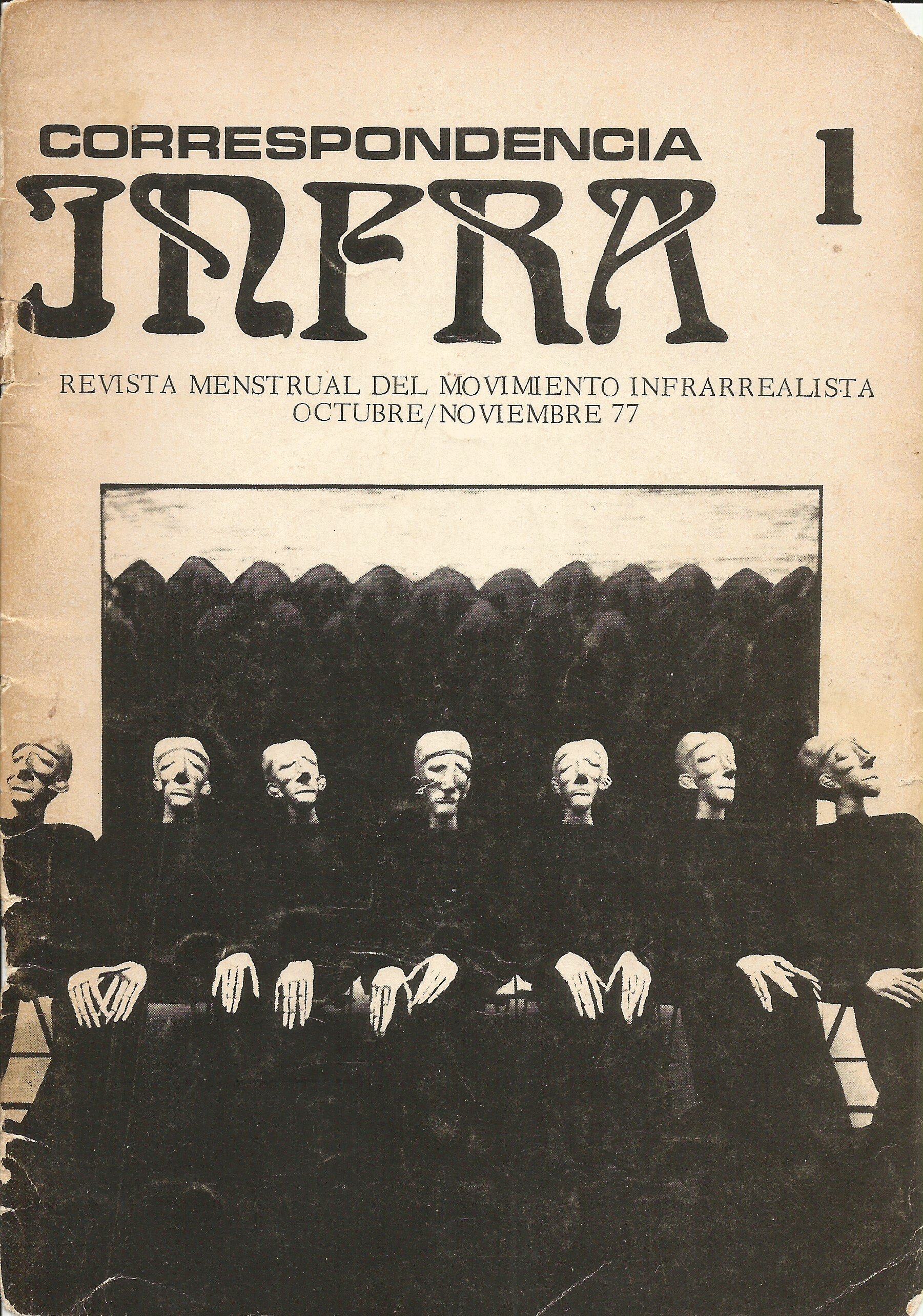
Correspondencia Infra,1977.
現實以下主義的文學雜誌

- Primer Manifiesto Infrarrealista ：博拉紐的〈第一份現實以下主義宣言〉
- Manifiesto Infrarrealista：José Vicente Anaya（西班牙语：José Vicente Anaya）的〈現實以下主義宣言〉